# Leptodactylus syphax
Leptodactylus syphax är en groddjursart som beskrevs av Werner C.A. Bokermann 1969. Leptodactylus syphax ingår i släktet Leptodactylus och familjen tandpaddor. IUCN kategoriserar arten globalt som livskraftig. Inga underarter finns listade i Catalogue of Life.